# 78123 Dimare
78123 Dimare este un asteroid din centura principală de asteroizi.

## Descriere
78123 Dimare este un asteroid din centura principală de asteroizi. A fost descoperit pe 10 iulie 2002 la Campo Imperatore de Fabrizio Bernardi și Andrea Boattini. Asteroidul prezintă o orbită caracterizată de o semiaxă mare de 2,39 ua, o excentricitate de 0,11 și o înclinație de 6,3° în raport cu ecliptica.